# Psylla jiangli
Psylla jiangli är en insektsart som beskrevs av Yang och Li 1981. Psylla jiangli ingår i släktet Psylla och familjen rundbladloppor. Inga underarter finns listade i Catalogue of Life.